# Safonovo (Oblast' di Smolensk)
Safonovo è una cittadina della Russia europea, situata nell'oblast' di Smolensk a circa 100 km di distanza in direzione nordest dal capoluogo, sul fiume Voleč; è il capoluogo dell'omonimo distretto.